# Nervio intercostal
Los nervios intercostales son 12 pares de nervios mixtos  (sensitivos y motores) que se originan a partir de los nervios espinales torácicos. Se numeran siguiendo el orden de las costillas, desde la primera a la duodécima.

## Trayecto
Parten de los nervios espinales, recorren la concavidad torácica siguiendo el espacio intercostal y terminan en una rama cutánea. Los seis primeros emergen a la superficie de la piel cerca del borde del esternón, mientras que los restantes lo hacen en los márgenes del músculo recto abdominal. En su trayecto están acompañados por ramas arteriales y venosas. El número doce no es intercostal, sino subcostal pues se sitúa por debajo de la última costilla.

## Función
- Motora. Inervan los músculos intercostales y los de la pared abdominal. Tienen gran importancia para hacer posible los movimientos respiratorios y mantener la estática del tronco.[1]
- Sensitiva. Proporcionan sensibilidad superficial al tórax y la región superior del abdomen. Siguen una disposición metamérica a ambos lados de la columna vertebral.
- Vegetativa. Transportan fibras nerviosas 7 del sistema nervioso simpático que actúan sobre los vasos sanguíneos.

## Patologías
- Neuralgia intercostal.
- Síndrome de atrapamiento del nervio cutáneo abdominal.[2]